# Мелити (Катанцаро)
Мелити је насеље у Италији у округу Катанцаро, региону Калабрија.
Према процени из 2011. у насељу је живело 132 становника. Насеље се налази на надморској висини од 56 м.